# خوان مونخاردین

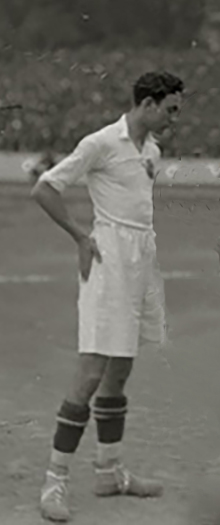

خوان مونخاردین (۲۴ آوریل ۱۹۰۳ – ۱۳ نوامبر ۱۹۵۰) فوتبالیستی اسپانیایی بود. وی در تیم رئال مادرید بازی می‌کرد.